# هیکو بالتس
هیکو بالتس (آلمانی: Heiko Balz؛ زادهٔ ۱۷ سپتامبر ۱۹۶۹) کشتی‌گیر اهل آلمان بود.
وی در مسابقات کشوری و بین‌المللی در مجموع برندهٔ ۴ مدال نقره، ۳ مدال برنز شده‌است.